# Aung Aye Aye
Aye Aye Aung (ur. 2 grudnia 1984) – mjanmańska judoczka. Olimpijka z Londynu 2012, gdzie zajęła dziewiąte miejsce w wadze półciężkiej.
Złota medalistka igrzysk Azji Południowo-Wschodniej w 2007, 2011 i 2013; srebrna w 2003, 2015, 2017 i 2019; brązowa w 2009 roku.  

## Letnie Igrzyska Olimpijskie 2012
| Konkurencja | Eliminacje         | Klas. końcowa |
| Konkurencja | Przeciwnik I       | Miejsce       |
| ----------- | ------------------ | ------------- |
| 78 kg       | Yang Xiuli (CHN) P | 9.            |